# Радиотелецентр РТРС в Республике Северная Осетия-Алания
Радиотелевизионный передающий центр Республики Северная Осетия-Алания (филиал РТРС «РТПЦ Республики Северная Осетия-Алания») — подразделение Российской телевизионной и радиовещательной сети, основной оператор эфирного цифрового и аналогового телевизионного и радиовещания в Республике Северная Осетия-Алания, исполнитель мероприятий по строительству цифровой эфирной телесети в Республике Северная Осетия-Алания в соответствии с федеральной целевой программой «Развитие телерадиовещания в Российской Федерации на 2009—2018 годы».
Филиал обеспечивает 99,87 % населения Северной Осетии 20-ю бесплатными общедоступными телеканалами: «Первый канал», «Россия-1», «Матч ТВ», НТВ, «Пятый канал», «Культура», «Россия-24», «Карусель», «Общественное телевидение России», «ТВ Центр», «РЕН ТВ», «Спас», СТС, «Домашний», «ТВ-3», «Пятница», «Звезда», «Мир», ТНТ, «Муз-ТВ» и тремя радиостанциями «Маяк», «Радио России», «Вести ФМ» в цифровом стандарте DVB-T2. Цифровым эфирным телесигналом охвачено 174 633 домовладения республики.
До перехода на цифровое эфирное телевидение телезрители в районах республики принимали в среднем пять аналоговых каналов.

## История
Радиовещание в республике стартовало в 1934 году. Первые радиосигналы центральных и местных программ транслировались с деревянной 90-метровой мачты. Во время Великой Отечественной войны Центральный научно-исследовательский институт связи СССР разработал проект строительства антенно-мачтового сооружения для трансляции радиопрограмм с использованием мощностей радиоцентра РВ-64.
В 1959 году Министерство связи СССР постановило построить телевизионный центр во Владикавказе. Согласно утверждённому проекту, планировалось построить типовую башню высотой 182,5 м, а на ее вершине установить 16-метровую передающую антенну. Строительство телецентра заняло два года.
По проекту Государственного союзного проектного института и Министерства связи 1 апреля 1961 года телевизионная башня была запущена в эксплуатацию с использованием технических решений Центрального научно-исследовательского института «Проектстальконструкции».
1 мая 1961 года был создан республиканский телевизионный центр. В основном в эфире шли программы местного телевидения, вещали по 4-6 часов в день 2-3 раза в неделю. В том же году была установлена радиостанция «Дождь-2», которая позволила транслировать радиостанции «Маяк» и «Радио России» на равнинах республики.
В 1962 году была введена в эксплуатацию первая радиорелейная линия Москва-Владикавказ и установлен телевизионный передатчик «Якорь-1». В Северной Осетии АССР началась регулярная трансляция программ Центрального телевидения. В том же году появилось радиовещание в режиме стерео.
1 мая 1969 года Республиканский телевизионный центр был реорганизован в Республиканскую радиотелевизионную передающую станцию с подчинением Северо-Осетинскому производственно-техническому управлению связи.
1 января 1974 года Приказом министра связи СССР № 465 от 9 августа 1973 года Республиканская радиотелевизионная передающая станция (РРТПС) была переименована в Республиканский радиотелевизионный передающий центр (РТПЦ) СОАССР.
В 1974 году в Северную Осетию пришло цветное телевидение. В течение следующих трех лет все объекты радиотелецентра модернизированы и переведены на передачу цветного изображения. На участке средних и коротких волн объекта РВ-64 установлен передатчик «СРВ-20» для вещания радиостанции «Маяк» в отдалённых сёлах и горах РСО-Алания.
12 декабря 1992 года филиал государственного предприятия связи и информации «Россвязьинформ» РРТПЦ был реорганизован в государственное предприятие связи «Радиотелевизионный передающий центр РСО-Алания» Министерства связи Российской Федерации.
С 1997 по 2002 годы радиотелецентр создал в республике новые объекты небольшой мощности для трансляции телевидения в горной местности.
В 1998 году государственное предприятие связи «РТПЦ РСО-Алания» стало филиалом ВГТРК.

## Деятельность
В 2002 году радиотелецентр Республики Северная Осетия-Алания вошёл в состав РТРС на правах филиала.
В 2011—2018 годы РТРС создал в Республике Северная Осетия-Алания сеть цифрового эфирного телерадиовещания из 31 передающей станции.
16 февраля 2011 года РТРС и Правительство Республики Северная Осетия подписали соглашение о сотрудничестве в области развития телевидения и радиовещания в регионе.
21 сентября 2011 года РТРС открыл во Владикавказе центр консультационной поддержки зрителей цифрового эфирного телевидения.
6 мая 2013 года Северная Осетия-Алания перешла на стандарт вещания DVB-T2.
27 сентября 2013 года РТРС начал трансляцию первого мультиплекса во Владикавказе.
20 мая 2015 года РТРС начал трансляцию второго мультиплекса во Владикавказе.
9 июня 2015 года РТРС завершил строительство цифровой телесети в Республике Северная Осетия-Алания.
11 августа 2017 года Всероссийская государственная телевизионная и радиовещательная сеть совместно с РТРС начали цифровую трансляцию региональных программ в Республике Северная Осетия-Алания. Программы ГТРК «Алания» стали доступны в эфире телерадиоканалов первого мультиплекса «Россия 1» и «Россия 24» и радиостанции «Радио Россия».
14 февраля 2018 года глава Республики Северная Осетия-Алания Вячеслав Битаров и генеральный директор РТРС Андрей Романченко договорились о строительстве во Владикавказе новой радиотелевизионной передающей станции с башней высотой 210 метров.
3 июня 2019 года Республика Северная Осетия-Алания отключила аналоговое вещание федеральных телеканалов и завершила переход на цифровое эфирное телевидение.

## Организация вещания
РТРС транслирует в Республике Северная Осетия-Алания 20 телеканалов и три радиостанции в цифровом формате, а также 7 радиостанций в аналоговом формате.
Инфраструктура эфирного телевещания РТРС в Республике Северная Осетия-Алания включает:
- радиотелецентр;
- Центр формирования мультиплексов;
- 31 радиотелевизионную передающую станцию;
- 1 передающую земную станцию спутниковой связи для трансляции местных телеканалов в эфире каналов первого мультиплекса;
- 35 антенно-мачтовых сооружений;
- 124 приёмных земных станций спутниковой связи;
- 17 радиовещательных передатчиков.[33]

## Награды
6 августа 2020 года сотрудники радиотелецентра были награждены «за большой вклад в реализацию проекта по переходу России на цифровой формат телевещания». Директор филиала Роберт Агузаров и начальник участка по обслуживанию антенно-мачтовых сооружений и антенно-фидерных устройств Марат Зангиев были удостоены медали ордена «За заслуги перед отечеством II степени».